# Dijklander Ziekenhuis
Het Dijklander Ziekenhuis is een algemeen ziekenhuis dat op 1 april 2017 is ontstaan door de fusie van het Westfriesgasthuis in   Hoorn en het Waterlandziekenhuis in Purmerend. Vanaf 1 januari 2019 draagt het ziekenhuis de huidige naam.

## Geschiedenis

### Waterlandziekenhuis
De eerste ziekenhuizen in Purmerend waren verbonden aan kloosters, zoals het klooster in de Nieuwe Koestraat in de middeleeuwen. Ook was er een gasthuis in de Peperstraat tot 1638. Gedurende ruim een eeuw daarna was er geen gasthuis in Purmerend. Pas in 1846 werd aan de Gouw het nieuwe Gast- en Proveniershuis gevestigd, aanvankelijk een armenhuis. In 1912 stichtte de St. Liduinastichting aan de Emmakade een tweede zorginstelling. De St. Liduinastichting was rooms-katholiek en het Gast- en Proveniershuis een protestants. In 1940 werd het Stadsziekenhuis geopend aan de Purmersteenweg op de plaats waar nu het stadhuis staat, waarna het Gast- en Proveniershuis een rusthuis voor ouderen werd onder de naam Avondzon.
In 1988 ontstond het Streekziekenhuis Waterland door een fusie van het Stadsziekenhuis en het St. Liduina Ziekenhuis, dat in augustus 1988 verhuisde naar de nieuwbouw aan de Waterlandlaan. In januari 1992 nam het ziekenhuis de naam Waterlandziekenhuis aan. In juni 2006 vond er uitbreiding plaats van het gebouw aan de Waterlandlaan. Vanaf 2002 had het ziekenhuis ook een locatie in Volendam, het Behandelcentrum Waterland Oost.

### Westfries Gasthuis
De regio West-Friesland had in de jaren veertig tot begin jaren vijftig maar liefst vier ziekenhuizen: het Snouck van Loosen in Enkhuizen en daarnaast het Sint Jans Gasthuis, Stadsziekenhuis en De Villa in Hoorn. In 1954 fuseerden het Stadsziekenhuis en de Villa tot Stichting Algemeen Streekziekenhuis West-Friesland, met verhuizing naar de Wabenstraat in Hoorn in december 1967. In de jaren 70 werd het Snouck van Loosen in Enkhuizen opgenomen in het Streekziekenhuis. Die locatie ging verder als polikliniek van het Streekziekenhuis. Daarna fuseerde het Streekziekenhuis met het Sint Jans Gasthuis en kreeg het de naam Westfries Gasthuis, nog wel op twee locaties in Hoorn. Na 2000 werden deze locaties samengevoegd op de locatie Sint Jan, aan de Maelsonstraat naast het station van Hoorn. In mei 2004 werd het gerenoveerde en uitgebreide ziekenhuisgebouw op die locatie officieel geopend.

## Vestigingen
De hoofdvestigingen van het ziekenhuis met verpleegafdelingen staan in Hoorn en Purmerend. Daarnaast zijn en zogenaamde buitenpoli's in Enkhuizen en Volendam. De polikliniek in Heerhugowaard is na maart 2019 gesloten.